# Mikael Torfason

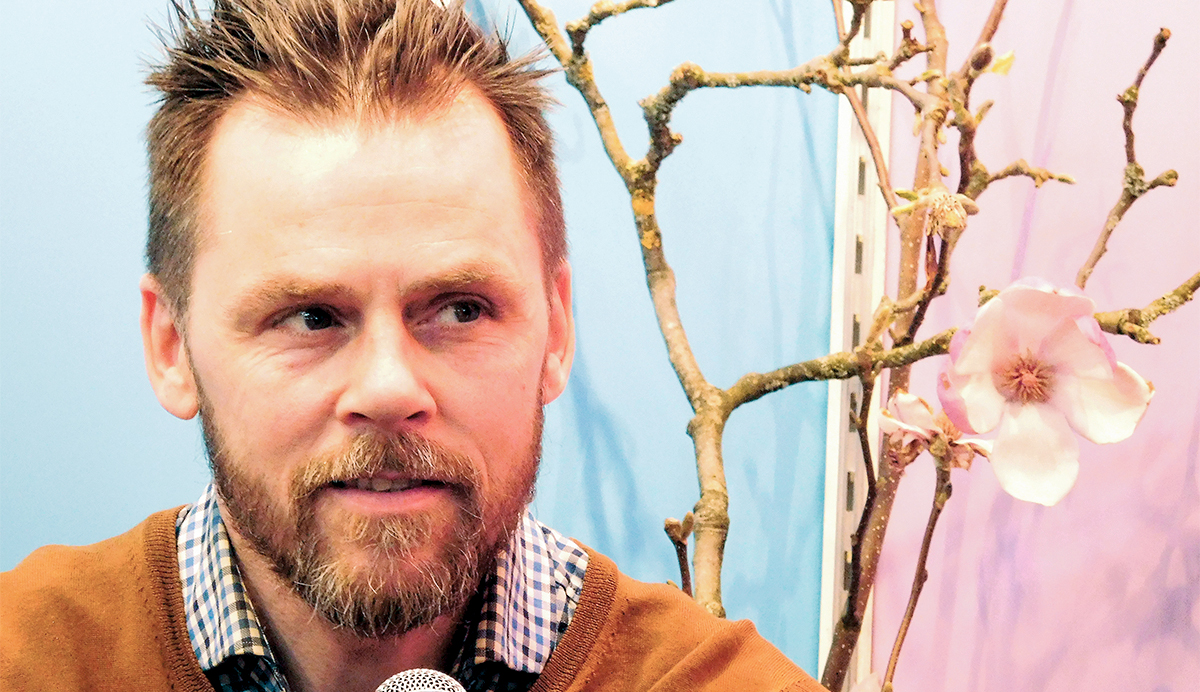
Mikael Torfason (2018)

Mikael Torfason (* 8. August 1974 in Reykjavík) ist ein isländischer Schriftsteller, Journalist und Filmregisseur.

## Leben

### Kindheit und Ausbildung
Mikael Torfason wuchs als Sohn des Friseurs Torfi Geirmundsson und der Hausfrau Hulda Fríða Berndsen in Reykjavík auf. In den ersten Jahren seines Lebens litt er an einem Kongenitalen Megakolon, einer zeitweise lebensbedrohlichen Darmkrankheit. Während seiner Schulzeit besuchte er unter anderem das traditionsreiche Mädchengymnasium seiner Heimatstadt (Kvennaskólinn í Reykjavík), das seit 1977 auch männlichen Schülern offensteht, und das Gymnasium im Stadtteil Hlíðahverfi. Er studierte nach seinem Abitur Englische Literatur am West Los Angeles College und an der Universität Island.

### Journalismus
Nach seiner Ausbildung begann Mikael eine journalistische Karriere bei der Kulturzeitschrift Fjölnir. Kurz darauf wechselte er zur Zeitschrift Fókus, deren Chefredakteur er von 1998 bis 2000 war. In derselben Funktion arbeitete er von 2003 bis 2006 für die Tageszeitung Dagblaðið Vísir (DV). Nach weiteren Tätigkeiten leitete er vorübergehend die Redaktion der 2010 gestarteten Wochenzeitung Fréttatíminn. Von 2013 bis 2014 war er Chefredakteur im Medienunternehmen 365 miðlar, das Fréttablaðið, die gratis vertriebene größte Tageszeitung Islands, herausgibt. Daneben schreibt Mikael regelmäßig Beiträge für das Radio und Fernsehen.

### Prosa und Dramatik
Mikaels erster Roman Falskur Fugl (Falscher Vogel) erschien 1997. Er porträtiert darin einen 16-jährigen Teenager aus wohlhabendem Elternhaus, dessen Leben völlig aus den Fugen gerät, als sich sein älterer Bruder das Leben nimmt. Mikaels Schriftstellerkollege Hallgrímur Helgason hielt Falskur Fugl für „den besten isländischen Roman seit Jahren“. Das Buch wurde 2013 unter dem Titel Ferox verfilmt und in mehreren Kategorien für den Edda-Filmpreis nominiert. Auch Mikaels zweiter Roman Saga af stúlku (Geschichte eines Mädchens) handelt von der komplexen Identitätsfindung eines heranwachsenden Menschen.
Im Mittelpunkt seines nächsten Romans, Heimsins Heimskasti pabbi (Der dümmste Vater der Welt), steht der Sportjournalist Marteinn, der – so Wolfgang Müller in einer Rezension – „etwas mondsüchtig durch die Landschaft der kaputten Beziehungen, der Sinnesfreuden und des Lebenssinns“ taumelt und hinter aggressiven Reden eine „unheimliche Sehnsucht nach Festigkeit und Ordnung“ erkennen lässt. Das Buch wurde in mehrere Sprachen, so auch ins Deutsche, übersetzt und für den Literaturpreis des Nordischen Rates vorgeschlagen. Die isländische Finanz- und Bankenkrise spiegelt der Roman Vormenn Íslands (Der Frühling in Island) aus dem Jahr 2009.
Einen isländischen Bestseller legte Mikael mit seinem 2015 erschienenen Erinnerungsbuch Týnd í Paradís vor, das in der deutschen Übersetzung von Tina Flecken den Titel Lost in Paradise erhielt. Hier erzählt der Autor im Stil einer Autofiktion von seiner  schwierigen Kindheit. Angesichts seiner bedrohlichen Darmkrankheit verweigern Mikaels Eltern, die der christlichen Gemeinschaft der Zeugen Jehovas angehören, aus religiöser Überzeugung eine Bluttransfusion und gefährden damit das Leben des Kindes. Die Geschichte, Mikaels eigene, wird „kaleidoskopähnlich in zahlreichen Mosaikstücken der Erinnerung“ präsentiert und ermöglicht zahlreiche Ausblicke auf die isländische Gesellschaft. Die darauffolgende Veröffentlichung, Syndafallið (deutscher Titel: Die Fallenden; wörtlich: Der Sündenfall), behandelt in ähnlicher Weise den Tod von Mikaels Vater Torfi. Der Roman Bréf til mömmu (deutscher Titel: Brief an Mama), 2019 im Original erschienen, ist eine Auseinandersetzung des Autors mit seiner Mutter; der Band beschließt die Familientrilogie.
Neben diesen und anderen Prosawerken schrieb Mikael auch mehrere Dramen. Seine in Kooperation mit Þorleifur Örn Arnarsson und Erna Ómarsdóttir entstandene Version der Njáls saga wurde 2015 am Borgarleikhúsið aufgeführt. Die Inszenierung wurde in zehn Kategorien mit dem isländischen Theaterpreis Gríman ausgezeichnet. 2018 erarbeitete er wiederum gemeinsam mit Þorleifur Örn Arnarsson eine Bühnenfassung der Edda, die am Staatstheater Hannover uraufgeführt wurde. Die Inszenierung erhielt im selben Jahr den Faust-Theaterpreis.

### Filmarbeiten
2002 trat Mikael als Drehbuchautor und Regisseur des Films Gemsar (wörtlich: Mobiltelefone; internationaler Titel: Made in Iceland) hervor, der Nominierungen für den Dragon Award des Göteborg International Film Festival erhielt.

## Bibliografie

### Prosawerke
- Falskur Fugl (Falscher Vogel). Plúton, Reykjavík 1997, ISBN 9979-60-333-X.
- Saga af stúlku (Geschichte eines Mädchens). Forlagið, Reykjavík 1998, ISBN 9979-53-357-9.
- Heimsins Heimskasti pabbi (Der dümmste Vater der Welt). JPV Forl., Reykjavík 2000, ISBN 9979-761-14-8.
- Samúel (Samuel). JPV Forl., Reykjavík 2002, ISBN 9979-775-03-3.
- Vormenn Íslands (Frühling in Island). Sögur, Reykjavík 2009, ISBN 978-9979-9929-4-3.
- Týnd í Paradís (Verloren im Paradies). Sögur, Reykjavík 2015, ISBN 978-9935-479-00-6.
- Syndafallið (Die Fallenden). Sögur, Reykjavík 2017, ISBN 978-9935-479-83-9.
- Bréf til mömmu (Brief an Mama). Sögur, Reykjavík 2019, ISBN 978-9935-498-38-0.

### Dramen (Auswahl)
- Hinn fullkomni maður (Der perfekte Mann). Borgarleikhúsið, 2002.
- Harmsaga (Tragödie). Isländisches Nationaltheater, 2013.
- Njáls saga (Njáls saga). Borgarleikhúsið, 2015.
- Guð blessi Ísland (Gott segne Island). Borgarleikhúsið, 2017.
- Die Edda. Staatstheater Hannover, 2018 (Burgtheater Wien, 2019).

### Übersetzungen
- Der dümmste Vater der Welt. Aus dem Isländischen von Tina Flecken. Tropen Verlag, Köln 2003, ISBN 3-932170-65-2.
- Lost in Paradise. Islands arme Könige, ein amerikanischer Himmel und ich, Torfis zweiter Sohn. Aus dem Isländischen von Tina Flecken. Stroux Edition, München 2017, ISBN 978-3-9818430-2-6.
- Die Fallenden. Aus dem Isländischen von Tina Flecken. Stroux Edition, München 2019, ISBN 978-3-9818430-9-5.
- Brief an Mama. Aus dem Isländischen von Tina Flecken. Stroux Edition, München 2020, ISBN 978-3-948065-16-4.

## Filmografie
- Gemsar (Made in Iceland), Regie: Mikael Torfason, 2002.